# Vila larmenae
Vila larmenae är en fjärilsart som beskrevs av Le Crom 1990. Vila larmenae ingår i släktet Vila och familjen praktfjärilar. Inga underarter finns listade i Catalogue of Life.